# مارك أرونز
مارك أرونز (بالإنجليزية: Mark Aarons)‏ هو صحفي أسترالي، ولد في 25 ديسمبر 1951 في نيوكاسل في أستراليا.